# Рибен
Рибѐн е село в Северна България. То се намира в община Долна Митрополия, област Плевен.

## География
Село Рибен се намира на 23 km северно от град Плевен и на 17 km южно от Гулянци. До селото има директен транспорт – автобус от автогара Плевен, както и влак до съседното село Подем, разположено на 3 km от Рибен.
На влизане в селото се преминава през моста на река Вит. Край Рибен има борова гора, която се простира по дължината на цялото село.

## История
Името на селото идва от някогашното римско селище и пътна станция Ad Putea. Намирало се е на територията на днешното землище на селото и се е наричало Рибна града, заради многото риба в реката. Местността Езерото, която днес е вододайна зона за селото и град Гулянци, по време на турското иго е била открито езеро. Когато синът на местния ага се удавил там, агата заповядал на селяните да натрупат тръни покрай брега и да затлачат езерото. Оттогава до наши дни то напълно е изчезнало и се е превърнало в подземен източник на вода.

## Религии
Всички жители на селото са православни християни. И дядото на Сашо Яйцето държи църквата.

## Известни личности
- Иван Ганчов – опълченец, участник в боевете при Стара Загора и Шипка. Също така взима участие в Балканската война и битките от 1915 г. със Сърбия през Първата световна война.
- Юри Буков – български художник-експресионист.
- гл. ас. д-р Катя Петрова – програмист, служител на годината за 2013 г. в Еврохолд.

По-голямата част от времето си в село Рибен прекарва и писателят Георги Доцев, който е сред 3-та членове от областта, участващи в Сдружението на българските писатели и автор на книгата, озаглавена „Аз ли съм луд?“, посветена на плевенчанина Гошо Кръста. През 2020 г. беше издадена книгата „Думи за Рибен и неговите хора“, написана от Георги Доцев. Тази книга е романизирана история на Рибен, в която е проследена историята на селището през няколко хилядолетия. В нейните страници оживяват легенди, предания и събития, свързани с личности от различни векове. За сведение на читателите: в книгата са посочени около 500 имена на личности, фамилии и местности, свързани с Рибен.

## Забележителности
Културна забележителност, която се намира в самия център на селото, е реставрираната и обновена църква, чийто облик е възвърнат с помощта на кметството, дарители от селото и помощи, предоставени от разни организации.
Към природните забележителности на Рибен е местността Черешовица, в която е заснет известният български филм „Хан Аспарух“, като в него са участвали много жители на селото.
В селото се намира посетителски и информационен център "Ад Путеа". В него може да се получи информация за крепостта в местността "Градище", както и за другите обекти в землището на село Рибен. Освен това от 2024 г. се провежда фестивала "Орел на Дунава". 

## Редовни събития
Всяка година на центъра на село Рибен на 24 май се празнува курбан на селото. На всички присъстващи се поднася по парче от обредното яре, което е осветено от местните църковни служители. Кметът приветства гостите, след което следва програма, представена от децата от местното училище „Иван Вазов“.

## Други
В село Рибен съществува единствената на Балканския полуостров бетонна селска колоездачна писта, която е била домакин на републикански и международни състезания.